# Jacques de Maleville
Jacques de Maleville (19. června 1741, Domme, Dordogne – 22. listopadu 1824, Domme) byl francouzský soudce a politik, byl jedním z autorů Code civil.